# Bagatela (opera)
Bagatela (ve francouzském originále Bagatelle) je opéra comique o jednom dějství francouzského skladatele Jacquese Offenbacha na libreto Hectora Crémieuxe a Ernesta Bluma z roku 1874. Její premiéra se konala 21. května 1874 v pařížském divadle Théâtre des Bouffes-Parisiens.

## Vznik a charakteristika
Jacques Offenbach byl v první polovině roku 1874 dosud ředitelem pařížského divadla Théâtre de la Gaîté, přesto se rozhodl napsat menší dílo i pro Théâtre des Bouffes-Parisiens, které před téměř dvaceti lety zakládal a které nyní vedl Charles Comte, jeho zeť. Libreto mu napsali (Jonathan-)Hector Crémieux a Ernest Blum, dvojice, se kterou Offenbach vytvořil již své předchozí dílo, opéru comique Hezká voňavkářka. I jednoaktovou Bagatelu označuje partitura jako opéru comique, i když vydaný klavírní výtah i dobová recenze hovoří o operetě a za operetu ji – na základě převážně kupletových hudebních čísel – považuje i Offenbachův český životopisec, muzikolog Miroslav Šulc.
Bagatela byla napsána pro představitelku titulní role, zpěvačku Annu Judicovou. Judicová se s Offenbachem setkala již o tři roky dříve, kdy ztvárnila jednu z hlavních rolí v jeho Králi Mrkvi, ale slávu jí přinesla role v operetě Timbale d'argent (Stříbrná číše) Léona Vasseura. Předtím byla známá spíše jako zpěvačka z kaváren (café-concert) a v této roli ji ostatně představuje i libreto k Bagatele. Titul opery „Bagatelle“ neboli „Bagatela“ označuje nejen skromnost popisované příhody, ale také je uměleckým jménem hlavní hrdinky, kabaretní a operetní zpěvačky.
Práce na hudbě k této aktovce byla pro Offenbacha zvláště obtížná, trpěl dlouhými záchvaty dny a například generální zkouška se musela odehrávat v jeho bytě v ulici Laffitte. O premiéře a při některých dalších reprízách byla Bagatela hrána s Panenským jablíčkem, ve kterém excelovala jiná offenbachovská hvězda Louise Théo.
Bagatela měla rozhodný úspěch. Zápletka nebyla příliš originální a základní situace připomínala Offenbachova staršího Manžela za dveřmi (na nějž ostatně skladatel činí v hudbě narážku), ale obsahuje dobře vykreslené postavy. Kritik Henri Lavoix fils označoval její libreto jako „velmi důmyslné“ a „plné duchaplných slov“, ale poněkud dlouhé a radil pár škrtů. Lavoix uznával i kvalitu partitury: „…pan Offenbach napsal okouzlující hudbu. Málo nebo žádné žertíky, ale mnoho elegance a půvabu. Není ani dlouhá, ani vyumělkovaná, a sleduje svižným krokem všechny obraty hry.“ Publiku se zvláště líbil například komický kuplet Pistache a rondo o přátelství, největší obliby však došla stylizovaná pseudo-lidová píseň o Javottě a Mathurinovi.
Anna Judicová si Bagately cenila natolik, že si ji po svém odchodu z Bouffes-Parisiens odnesla i do Théâtre des Variétés, ve kterém vystupovala od dubna 1877.

## Inscenační historie
V 70. letech 19. století již Offenbachova díla nedominovala evropskému hudebně-zábavnému divadlu tak jako v předchozích desetiletích a některá z nich se po kontinentě nerozšířila; to byl i případ Bagately. 9. června 1876 ji uvedlo na své letní scéně poměrně úspěšně divadlo Friedrich-Wilhelmstädtische Theater v Berlíně. Roku 1876 koupilo od nakladatelství Choudens práv pro Itálii nakladatelství Sonzogno, ale o konkrétních inscenacích nejsou doklady. V Dánsku se tato opereta hrála pod názvem En Klakør v překladu Paula Marcussena v kodaňském divadle Casino; od premiéry 24. ledna 1875 do derniéry v roce 1881 dosáhla 16 repríz.
I ve Francii zůstaly její inscenace raritou (např. divadélko Le Point Virgule v Paříži a Rennes v letech 1979–1981). Podnětem pro několik nastudování v nedávné době se stala skutečnost, že partitura byla vydána v kritické edici J.-C. Kecka. Roku 2006 byla Bagatela uvedena koncertně na Festivalu Jacquese Offenbacha v Bad Ems. Na jevišti ji mohli diváci vidět roku 2012 na Offenbachově festivalu v Étretatu a roku 2018 ve foyer Théâtre de l'Odéon v Marseille. Roku 2017 ji nastudovala chicagská divadelní společnost New Moon Opera v kombinaci s Offenbachovou operetou Dámy z tržnice. Roku 2019 ji uvedla Chicago Summer Opera (v kombinaci s operami Pán a paní Denisovi a Zasnoubení při lucernách) a také na školním představení Musik und Kunst Privatuniversität der Stadt Wien ve Vídni (v kombinaci s Dafnisem a Chloé).

## Osoby a první obsazení
| osoba                         | hlasový obor    | světová premiéra (21.5.1874)                        |
| ----------------------------- | --------------- | --------------------------------------------------- |
| Bagatelle (Bagatela)          | soprán          | Anna Judic (vl. jm. Anne-Marie-Louise Damiens)      |
| Georges de Planteville        | soprán (tenor)  | Laurence Grivot (vl. jm. Marie Grivot roz. Laurent) |
| Finette, Bagatellina služebná | soprán          | Suzanne                                             |
| Pistache                      | baryton (tenor) | Édouard Georges                                     |

## Děj opery

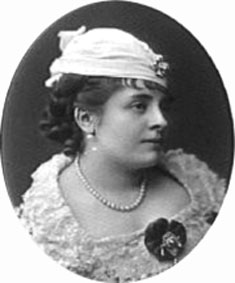
Anna Judic, první Bagatelle, v době angažmá v Bouffes-Parisiens

(Velmi elegantní budoár slečny Bagatelle, těsně před půlnocí) Služebná Finette očekává návrat své milostpaní, populární šantánové zpěvačky vystupující pod jménem Bagatelle. Ozve se zvonek u dveří, ale přichází jen Finettin věrný obdivovatel Pistache. Je klarinetistou v cirkuse, i když by se nejraději viděl v orchestru pařížské Opery. Jeho nástroj a Finette jsou jeho jediné dvě lásky (č. 1 Pistachův kuplet Comm' tout être poétique). Dnes večer si vyprosil volno, aby mohl vzít svou milou na noční ples v Reine-Blanche. Finette slibuje, že přijde, jen co madam uloží k spánku. A protože ta právě přichází, posílá služebná klarinetistu rychle pryč východem pro služebnictvo.
Bagetelle přichází s náručí plnou kytic, ale zjevně rozladěna. Když zpívala svůj kuplet Charlotte est belle, čtveřice pánů u předního stolu dělala záměrně hluk a pískala, vyrušovala a rozptylovala ji, ke škodolibé zábavě obecenstva. Naštěstí se našel jakýsi muž, kterého, zpívajíc se zavřenýma očima, ani nepostřehla, a ten vyťal každému z rušitelů po páru políčků. Obecenstvo jeho čin ocenilo a večer skončil pro Bagatelle vlastně triumfem – jenže ani nezahlédla svého dobrodince. Nechce se jí hned spát, ale na oko uvěří Finettině průhledné zámince a pouští ji ven. Sama odejde do ložnice.
V pokoji se objeví nebohý Pistache: nenašel dveře ven a bloudil po chodbách, až se dostal zpátky. Pokračuje v průzkumu. Šramot přivolal Bagatelle zpět do salonu. V té chvíli leze oknem do jejího bytu mladík, Georges de Planteville, který se představuje jako její ctitel. Zpěvačka není romantickým gestem příliš dojata a vykazuje Georgese ven dveřmi, jen přitom nemá probudit sousedy a kompromitovat ji. Georges tvrdí, že přišel získat jen její přátelství, ale Bagatelle má vlastní zkušenosti s tím, jak taková „přátelství“ mezi mužem a ženou končí (č. 2 rondo o přátelství L'homme est jeune, la femme est belle). Posílá mladíka rázně pryč. (Pistache stále nenašel cestu ven a musí se ukrýt ve výklenku.)
Za pár okamžiků j však Georges zpátky. Nabral mezitím trochu kuráže, zamkl dveře od bytu zevnitř a ukryl klíče. Nechce je Bagatelle vydat a nutí ji hledat je podle dětské hry „samá voda – přihořívá – hoří“ (č. 3 duet o schovávané Ah! ce sang-froid m'irrite). Nakonec je ukáže, že je má při sobě, a protože Bagatelle jej odmítá šacovat, vyhodí je oknem ven. Ted jsou oba dva v bytě uvězněni – vlastně všichni tři, protože Pistache vše pozoruje z úkrytu.

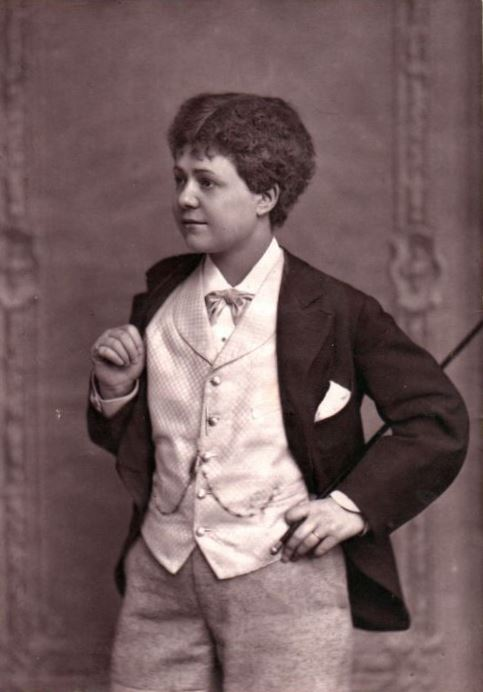
Laurence Grivot jako Georges

Georges se Bagatelle blíže představuje jako dosud nezletilý, ale bohatý mladý muž z venkova. Aby ukázal, že není ve věcech lásky zcela nezkušený, vypráví jí o milence, která ho podvedla (č. 4 rondo À la campagne, avant-hier soir). Bagatelle chvíli se zájmem naslouchá, pak se však rozhoduje, že už bylo dost legrace. Ať jde Georges hledat klíč, a to oknem – když jím uměl vlézt dovnitř, svede to i opačným směre, ostatně se sám chlubil jedničkou z tělocviku. Protože však už tam není žebřík, musí se spustit na provaze svázaném ze záclon. Jenže strážník na ulici jej považuje za zloděje a Georges se musí zachránit zpět u Bagatelle. Ta v pomyšlení nad tím, co si pomyslí vzbuzení sousedé i ruka zákona, omdlí a tím dá Georgesovi příležitost ji vzít do náruče a křísit – příležitost, kterou podle sledujícího Pistache mladík trestuhodně nevyužije… Když přijde Bagatelle k sobě, je unavena a chce jít spát, ale protože Georges zamkl i dveře do její ložnice, musí se oba uložit v budoáru. Ustlat není jednoduchá záležitost, a když oba usínají, zdřímne si ve své skrýši i Pistache. Jeho chrápání Georges i Bagatelle zklamaně připisují jeden druhému (č. 5 nokturno a tercet Dormons, dormons, il faut en finir).
Po chvíli se Bagatelle zvedne a zkoumá, zda Georges spí. Zpívá píseň o vesnické dívce Javottě, která milovala hezkého Mathurina, ale ostýchala se mu to říci do očí, až se mu jednou odvážila vyznat lásku, když předstíral spánek (č. 6 kuplet o Javottě Javotte aimait le beau Mathurin). Georges se rovněž probudí ze zdánlivého spánku a věří, že jej Bagatelle miluje – i když ta mu tvrdí, že si jen procvičovala efekt písně do nové operety (č. 6a scéna Ah! Bagatelle, Bagatelle!). Konečně se Bagatelle dozvídá, že to byl Georges, kdo se jí dnes večer zastal v Mumusově pavilonu a vyzval ony čtyři výtržníky na souboj.
Bagatelle předstírá, že je jí to jedno, ale než stačí vypuknout hádka, je slyšet pískání klarinetu a pak se objeví Pistache v náměsíčném transu. Bagatelle a Georges ho probudí a záhy se vrací i Finette, která vlastním klíčem otevírá dveře a vysvobozuje tak všechny ze zajetí. Identifikuje Pistache jako svého nápadníka a Bagatelle by ji hněvivě vyhodila, kdyby se Pistache nenabídl jako svědek: rád domovnici, sousedům i strážníkovi odpřisáhne, že zpěvačka přečkala noc s cizím mužem ve vší počestnosti, neboť její mladý návštěvník je naprostý jeliman. Když se navíc Bagatelle dozví, že čtyři pánové z minulého večera byli čtyři kadeřničtí učni, od nichž souboj nehrozí, končí vše v dobré náladě. Zpěvačka posílá Georgese konečně pryč a radí mu, aby ji příště přišel navštívit dveřmi, jako to dělají všichni ostatní (č. 7 finále Mon p'tit Mathurin).

## Instrumentace
Dvě flétny (2. též pikola), hoboj, dva klarinety, fagot; dva lesní rohy, dvě trubky, pozoun; tympány, bicí souprava; smyčcové nástroje (housle, violy, violoncella, kontrabasy).

## Diskografie
- 1955? (LP, Melodija D 02647-8) Zpívají: (Bagatelle) K. Konstantinova, (Georges) Nikolaj Osipovič Ruban, (Pistache) Alexander Tichonov, (Finetta) V. Melechina-Zinověva. Orchestr Státního rozhlasu SSSR Frankfurtského rozhlasu řídí Jevgenij Akulov (v ruštině).[18]
- 1971 (rozhlasová nahrávka ORTF; výňatky CD 2016 Malibran MR 796) Zpívají: (Bagatelle) Lina Dachary, (Georges) Janine Capderou, (Pistache) Gérard Friedmann, (Finette) Huguette Boulangeot. Orchestre de l'ORTF řídí Marcel Cariven
- 1973 (rozhlasová nahrávka ORTF, nevydaná) Zpívají: (Bagatelle) Claudine Collart, (Georges) Michel Hamel, (Pistache) Serge Clin, (Finette) Linda Felder, (sergent de ville) Pierre Saugey. Orchestre de l'ORTF řídí Marcel Cariven
- 2006 (rozhlasová nahrávka WDR - živá nahrávka z Bad Ems, nevydaná) Zpívají: Aneli Pfeffer, Caroline Stein, Rigina Richter, Kim Schrader, Espen Fergan. WDR Rundfunkorchester Köln řídí Helmut Froschauer (koncertní provedení bez dialogů)